# Aulacaspis actinodaphnes
Aulacaspis actinodaphnes är en insektsart som beskrevs av Sadao Takagi 1970. Aulacaspis actinodaphnes ingår i släktet Aulacaspis och familjen pansarsköldlöss.
Artens utbredningsområde är Taiwan. Inga underarter finns listade i Catalogue of Life.